# FCバルセロナ (ローラーホッケー)

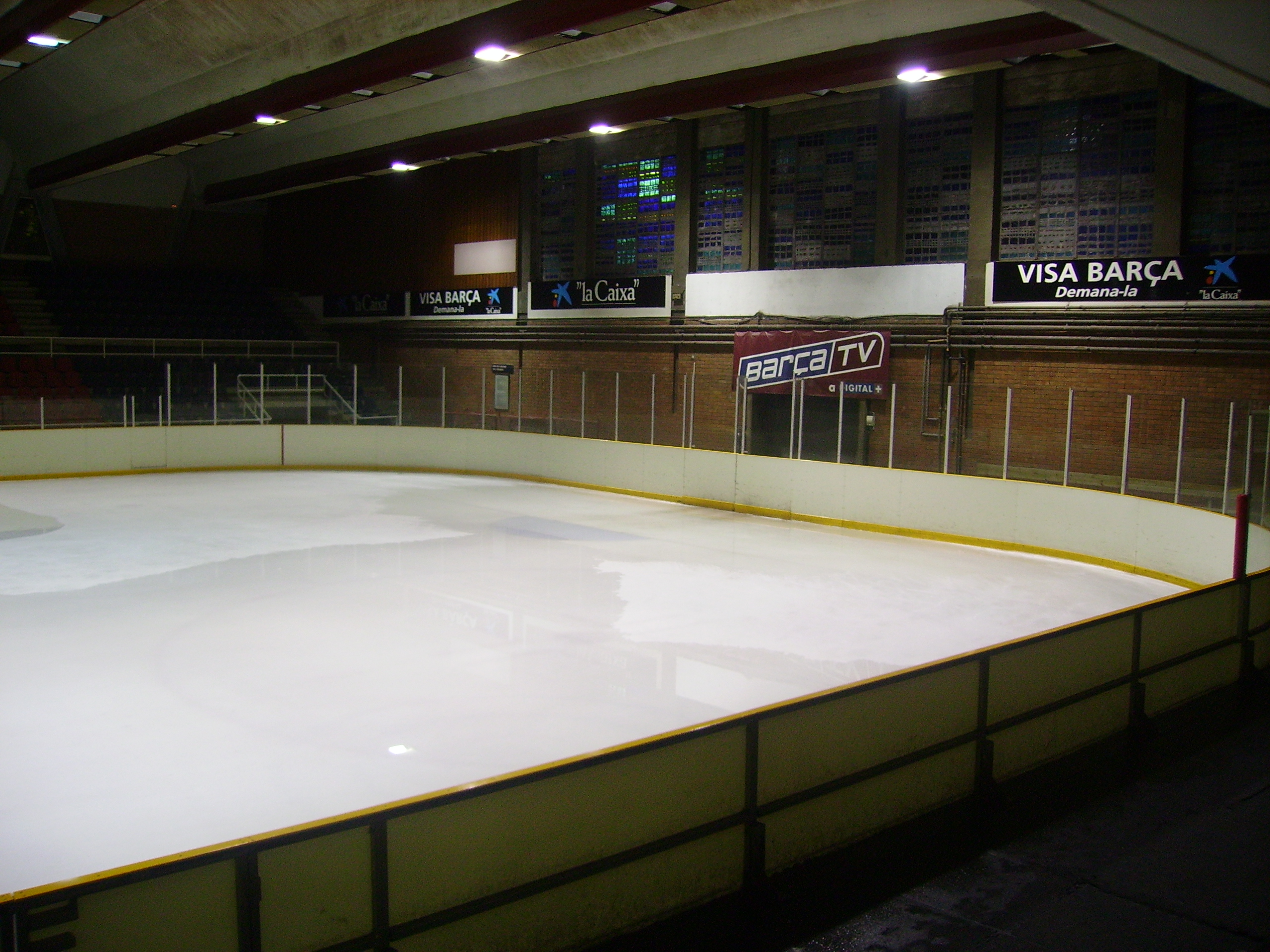
ホームアリーナ

FCバルセロナ・オケイ（西: FC Barcelona Hoquei）は、スペイン・バルセロナを本拠地とするローラーホッケーチーム。総合スポーツクラブであるFCバルセロナの一部である。スペインのOKリーガに属している。
パラウ・ブラウグラナがホームアリーナであり、FCバルセロナのバスケットボール、フットサル、ハンドボールとともに計4チームで共同利用している。

## 歴史
FCバルセロナのローラーホッケー部門は1942年に設立されたが、予算の問題で1948年までに1シーズン活動しただけであった。しかし1948年以来、ローラーホッケー・チームは成功を収めている。リンク・ホッケー・チャンピオンズリーグ（ヨーロッパ最高峰の大会）では史上最多の21回優勝している。スペインOKリーガでも史上最多の28回優勝しており、うち1998年から2010年までは13連覇を達成した。

## タイトル

### 国際タイトル
- リンク・ホッケー・チャンピオンズリーグ（英語版） 優勝21回
  - 1972-1973年、1973-1974年、1977-1978年、1978-1979年、1979-1980年、 1980-1981年、1981-1982年、1982-1983年、1983-1984年、1984-1985年、1996-1997年、 1999-2000年、2000-2001年、2001-2002年、2003-2004年、2004-2005年、2006-2007年、2009–2010年、2013–14年、2014–15年
- ヨーロッパ・コンチネンタル・カップ (en:Rink Hockey Continental Cup) 優勝15回
  - 1979-1980年、1980-1981年、1981-1982年、1982-1983年、1983-1984年、 1984-1985年、1996-1997年、1999-2000年、2000-2001年、2001-2002年、2002-2003年、 2004-2005年、2005-2006年、2006-2007年、2007-2008年
- CERSカップ (en:Cers Cup) 優勝1回 2005-2006年
- イベリカ杯 (Copa Ibérica) 優勝3回 1999-2000年、2000-2001年、2001-2002年
- インターコンチネンタル・カップ (Intercontinental Cup) 優勝3回 1997-1998年、2000-2001年、2005-2006年
- モントルー・ネイションズ・カップ (Coupe des Nations de Montreaux) 優勝1回 1995年
- カップウィナーズカップ (Cup Winners Cup) 優勝1回 1986-1987年

### 国内タイトル
- OKリーガ 優勝28回
  - 1973-1974年、1976-1977年、1977-1978年、1978-1979年、1979-1980年、 1980-1981年、 1981-1982年、1983-1984年、1984-1985年、1995-1996年、1997-1998年、 1998-1999年、1999-2000年、2000-2001年、2001-2002年、2002-2003年、2003-2004年、2004-2005年、2005-2006年、2006-2007年、2007-2008年、2008–2009年、2009–2010年、2011–2012年、2013–2014年、2014–15年、2015–16年、2016–17年
- コパ・デル・レイ (Copa Del　Rey) 優勝17回 1953年、1958年、1963年、1972年、1975年、1978年、1979年、1981年、1985年、1986年、1987年、1994年、2000年、2002年、2003年、2005年、2007年
- スペイン・スーパーカップ (Spanish Super Cup) 優勝3回 2004-2005年、2005-2006年、2006-2007年[1]

## 歴代監督
- カルロス・フィゲロア (Carlos Figueroa)
- ジョセップ・ロレンテ (Josep Lorente)
- ホアキム・パウルス (Joaquim Paüls)

## 歴代所属選手
- ラモン・ベニト (Ramon Benito)
- ホアキム・パウルス (Joaquim Paüls)
- ガビー・カイロ (Gaby Cairo)
- ホセ・ルイス・パエス (José Luis Páez)
- ジョルディ・ビラープイグ (Jordi Vila-Puig)
- カルレス・トゥルロルス (Carles Trullols)
- ジョルディ・ビラコルタ (Jordi Villacorta)
- ジョアン・トルネル (Joan Torner)
- ジョセップ・エンリク・トルネル (Josep Enric Torner)